# Furcifer timoni
Furcifer timoni là một loài thằn lằn trong họ Chamaeleonidae. Loài này được Glaw, Köhler & Vences mô tả khoa học đầu tiên năm 2009.